# 가족, 두개의 문
《가족, 두개의 문》은 대한민국의 TV조선의 프로그램이다. 기존 가족 솔루션 프로그램과 달리 가족 스스로가 심리적 갈등을 해결하는 주체가 되며, 출연 가족들은 직접 MC를 만나 각자의 입장을 밝히고 전문가와의 상담을 통해 갈등에 직접적으로 접근하는 프로그램이다.

## 방송 시간
- 2012년 11월 19일 ~ 2013년 7월 22일 : 매주 월요일 오후 8시 50분